# 아트 가펑클
아트 가펑클(영어: Art Garfunkel, 1941년 11월 5일 ~ )은 미국의 싱어송라이터이자 배우이다. 그는 포크 록 듀오인 사이먼 & 가펑클에서 폴 사이먼과 함께 일하는 것으로 가장 잘 알려져 있다. 사이먼 & 가펑클은 개인적인 이유로 헤어졌지만, 그 이후로 그 두 사람은 가끔 재회했다. 두 사람 모두 그 두 사람의 결별 이후 몇 년 동안 솔로 활동에서 성공을 경험했다.

## 음성 분류
가펑클은 보통 사이먼 & 가펑클의 하모니에서 높은 부분을 불렀던 테너이다. 가펑클의 목소리는 수년간의 흡연 후 낮아지기 시작한 50대 후반까지 거의 감지할 수 없을 정도로 변했다. 그는 성대 마비에서 회복하는 것을 돕기 위해 2010년경 담배를 끊었다.

## 음반 목록
- Angel Clare (1973)
- Breakaway (1975)
- Watermark (1977)
- Fate for Breakfast (1979)
- Scissors Cut (1981)
- The Animals' Christmas (with Amy Grant) (1985)
- Lefty (1988)
- Songs from a Parent to a Child (1997)
- Everything Waits to Be Noticed (with Maia Sharp and Buddy Mondlock) (2002)
- Some Enchanted Evening (2007)

## 참여 작품
- 캐치 22 (영화)
- 애정과 욕망
- 새터데이 나이트 라이브
- 남자가 여자를 사랑할 때 (1993년 영화)
- 프레이저 (시트콤)
- 스튜디오 54 (영화)
- 내 친구 아서
- 사랑은 언제나 진행 중